# 德山線
德山線（：／ Deoksan seon */?）是一條連結大韓民國慶尚南道昌原市的昌原站與德山站，全長8.2公里的支線鐵道。此路線過去是慶全線本線的一部分，2010年12月15日慶全線複線電氣化後移動了昌原站－洛東江站的路段，為了德山站的軍用貨物處理而保存慶全線的昌原－德山路段而成的路線。2011年5月18日新設龍岡站。

## 路线资料
- 路线距离：8.2km
- 轨间距离：1435mm
- 车站数：3
- 复线区间：全线单线
- 电化区间：无
- 地上区间：全线
- 安全装置：ATS

## 历史
- 1905年5月26日：路线启用。

## 車站列表
| 中文站名 | 韓文站名 | 英文站名 | 接續路線       | 站間距離 | 營業距離 | 所在地   | 所在地 |
| -------- | -------- | -------- | -------------- | -------- | -------- | -------- | ------ |
| 昌原     |          |          | 慶全線、鎮海線 | 0.0      | 0.0      | 慶尚南道 | 昌原市 |
| 龍岡     |          |          | 慶全線         | 3.3      | 3.3      | 慶尚南道 | 昌原市 |
| 德山     |          |          |                | 4.9      | 8.2      | 慶尚南道 | 昌原市 |